# Peter Stuyvesant
Peter Stuyvesant (1612, Peperga-1672, Nueva York) fue un oficial colonial neerlandés que se desempeñó como el último director general neerlandés de la colonia de Nuevos Países Bajos desde 1647 hasta que fue cedida provisionalmente a los ingleses en 1664, después de lo cual se dividió en Nueva York y Nueva Jersey con un territorio menor que se convierte en parte de otras colonias y, después, en estados de los actuales Estados Unidos. Fue una figura importante en la historia temprana de la ciudad de Nueva York y su nombre se ha dado a varios monumentos y puntos de interés en toda la ciudad (por ejemplo, Stuyvesant High School, Stuyvesant Town, Bedford-Stuyvesant, etc.).
Los logros de Stuyvesant como director general incluyeron una gran expansión para el asentamiento de Nueva Ámsterdam más allá del extremo sur de Manhattan. Entre los proyectos construidos por su administración estaban el muro protector de Wall Street, el canal que se convirtió en Broad Street y Broadway. Stuyvesant era miembro de la Iglesia reformada neerlandesa y se opuso al pluralismo religioso. Entró en conflicto con luteranos, judíos, católicos y cuáqueros cuando intentaban construir lugares de culto en la ciudad y practicar sus religiones. Sin embargo, apoyó particularmente el antisemitismo y odiaba a los judíos no solo por su religión, sino también por su raza.

## Biografía
Peter Stuyvesant nació hacia 1610 en Peperga o Scherpenzeel, Frisia, en Países Bajos, hijo de Balthasar Stuyvesant, un ministro calvinista reformado, y Margaretha Hardenstein. Creció en Peperga, Scherpenzeel y Berlikum.
A la edad de 20 años, Stuyvesant fue a la Universidad de Franeker, donde estudió idiomas y filosofía, pero varios años después fue expulsado de la escuela después de seducir a la hija de su casero. Luego, su padre lo envió a Ámsterdam. Allí comenzó a usar la versión latinizada de su primer nombre, "Petrus", para indicar que tenía educación universitaria, y se unió a la Compañía Neerlandesa de las Indias Occidentales. En 1630, esta lo asignó para que fuera su agente comercial en una isla del Archipiélago de Fernando de Noroña y cinco años después lo transfirió al cercano estado brasileño de Pernambuco, gobernado por el conde Juan Mauricio de Nassau-Siegen. En 1638, fue trasladado nuevamente, esta vez a la colonia de Curaçao, la principal base naval neerlandesa en las Indias Occidentales, donde, apenas cuatro años después, con 30 años, se convirtió en gobernador interino de esa colonia, así como de Aruba y Bonaire, cargo que ocupó hasta 1644.

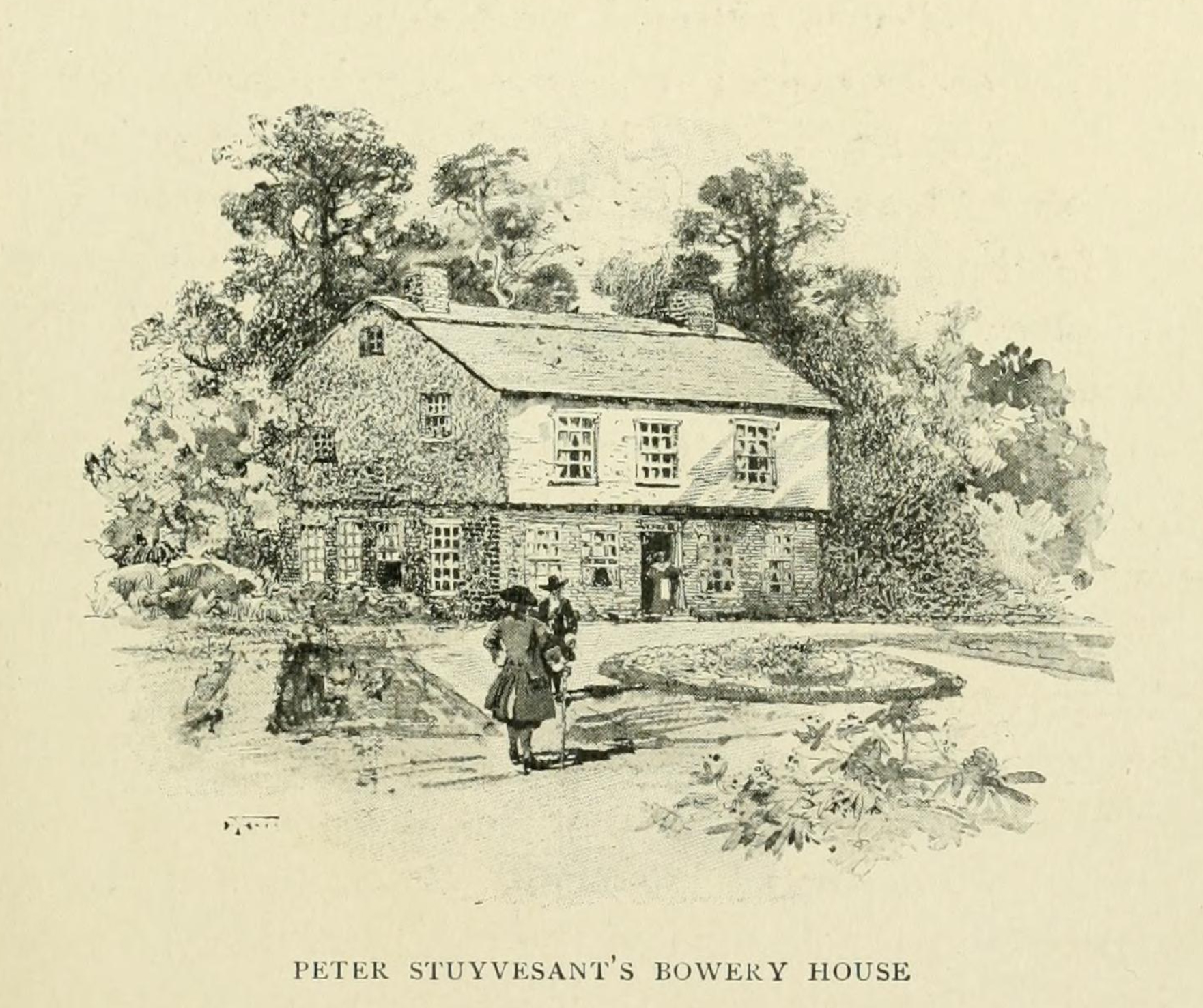
La granja Stuyvesant, de 25 ha en las afueras de Nueva York

En abril de 1644 coordinó y lideró un ataque a la Isla de San Martín —que los españoles habían arrebatado a los neerlandeses—. Cuando Stuyvesant levantó la Bandera de los Países Bajos, los españoles le dispararon y una bala de cañón lo hirió. Por cuenta de ese disparo perdió la batalla y también una pierna, que le fue amputada.
Stuyvesant regresó a su país para recuperarse, donde su pierna derecha fue reemplazada por una clavija de madera. Recibió los apodos de "Peg Leg Pete" y "Old Silver Nails" porque usó un palo de madera tachonado con clavos plateados como prótesis. La Compañía de las Indias Occidentales vio la pérdida de la pierna de Stuyvesant como un sacrificio "romano", mientras que este vio su propia supervivencia como una señal divina de predestinación. Un año después, en mayo de 1645, la compañía lo seleccionó para reemplazar a Willem Kieft como director general de la colonia de Nuevos Países Bajos, incluida Nueva Ámsterdam, el sitio de la actual ciudad de Nueva York.

### Nuevos Países Bajos
Stuyvesant tuvo que esperar a que su nombramiento fuera confirmado por los Estados Generales de los Países Bajos. Durante ese tiempo se casó con Judith Bayard, que era hija de un ministro hugonote y provenía de Breda. Juntos, salieron de Ámsterdam en diciembre de 1646 y, después de detenerse en Curazao, llegaron a Nueva Ámsterdam en mayo.
La administración de Kieft había dejado la colonia en pésimas condiciones. Solo quedó una pequeña cantidad de aldeas después de las guerras de Kieft, y muchos de los habitantes fueron expulsados para regresar a casa, dejando solo entre 250 y 300 hombres capaces de portar armas. El propio Kieft había acumulado más de 4000 florines durante su mandato y se había alcoholizado.
Con la certeza de que poner en orden Nuevos Países Bajos era la obra para la que Dios lo había guardado, Stuyvesant comenzó la tarea de reconstruir el estado físico y moral de la colonia, devolviéndola a ser el tipo de lugar bien administrado que preferían los neerlandeses. Le dijo al pueblo: "Os gobernaré como un padre a sus hijos".
En septiembre de 1647, nombró un consejo asesor de nueve hombres como representantes de los colonos.
En 1648, comenzó un conflicto entre él y Brant Aertzsz van Slechtenhorst, el comisario del patrocinio Rensselaerwijck, que rodeó Fort Orange (actual Albany). Stuyvesant afirmó que tenía poder sobre Rensselaerwijck, a pesar de los privilegios especiales otorgados a Kiliaen van Rensselaer en las normas de patrocinio de 1629. Cuando Van Slechtenhorst se negó, Stuyvesant envió un grupo de soldados para hacer cumplir sus órdenes. La controversia que siguió resultó en la fundación del nuevo asentamiento, Beverwijck.

### Amenazas externas
La colonia de Nuevos Países Bajos tuvo severos problemas externos. La población era demasiado pequeña y conflictiva, y la Compañía proporcionó poco apoyo militar. Stuyvesant solía ser el perdedor. La más grave fue la rivalidad económica con Inglaterra en cuanto al comercio. En segundo lugar, hubo conflictos con las tribus indias vecinas, entre bandas móviles y puestos de avanzada neerlandeses. Con un área grande y una población limitada, la defensa fue un desafío. El mayor éxito de Stuyvesant fue con las colonias suecas cercanas, a las que derrotó y anexó en 1655.
Las relaciones con la colonia inglesa de Connecticut fueron tensas, con disputas sobre la propiedad de la tierra en el valle de Connecticut y en el este de Long Island. El tratado de Hartford de 1650 fue ventajoso para los ingleses, ya que Stuyvesant renunció a los reclamos sobre el valle de Connecticut y ganó solo una pequeña porción de Long Island. En cualquier caso, los colonos de Connecticut ignoraron el tratado y se dirigieron constantemente al valle de Hudson, donde agitaron contra Stuyvesant. En 1664, Inglaterra se movió para apoderarse de Nuevos Países Bajos. Los colonos neerlandeses se negaron a luchar, forzando la rendición de Stuyvesant, demostrando el dilema de la insatisfacción interna, el tamaño pequeño y las presiones externas abrumadoras con el apoyo militar inadecuado de la Compañía que estaba obsesionada con las ganancias.

### Expansión de la colonia
Stuyvesant se vio envuelto en una disputa fronteriza con el inglés Theophilus Eaton, el gobernador de la colonia de New Haven. En septiembre de 1650, los comisionados se reunieron en Hartford, en el marco del Tratado de Hartford, para establecer la frontera entre Nueva Ámsterdam y las colonias inglesas al norte y al este. Los Nueve Hombres no estuvieron de acuerdo con el resultado, y declararon que "el gobernador había cedido suficiente territorio para fundar cincuenta colonias cada 50 millas cuadradas". Stuyvesant amenazó con disolver el consejo. Se dispuso un nuevo plan de gobierno municipal en los Países Bajos y el nombre "Nueva Ámsterdam" se declaró oficialmente el 2 de febrero de 1653. Stuyvesant pronunció un discurso, en el que dijo que su autoridad no disminuiría.
Luego, Stuyvesant recibió la orden de ir a los Países Bajos, pero la orden pronto fue revocada bajo la presión de los Estados de Holanda y la ciudad de Ámsterdam. Stuyvesant se preparó contra un ataque ordenando a los ciudadanos que cavaran una zanja desde el North River hasta el East River y erigieran una fortificación.
En 1653, una convención de dos diputados de cada pueblo de Nuevos Países Bajos exigió reformas, y Stuyvesant ordenó que la asamblea se dispersara, diciendo: "Nuestra autoridad deriva de Dios y la compañía, no de unos pocos súbditos ignorantes".
En el verano de 1655, navegó por el río Delaware con una flota de siete barcos y unos 700 hombres y tomó posesión de la colonia de Nueva Suecia, que pasó a llamarse "Nueva Amstel". En su ausencia, Pavonia fue atacada por los nativos americanos durante la " Guerra del melocotón " el 15 de septiembre de 1655.
En 1657, los directores de la Compañía Neerlandesa de las Indias Occidentales le escribieron a Stuyvesant para decirle que no iban a poder enviarle todos los comerciantes que solicitaba y que tendría que comprar esclavos además de los comerciantes que recibiría..
Durante la época colonial, la ciudad de Nueva York se convirtió tanto en un sitio del que los fugitivos huían de la esclavitud como en un destino para los fugitivos. Las colonias más cercanas a Nuevos Países Bajos, Connecticut y Maryland alentaron a los esclavos neerlandeses a escapar y se negaron a devolverlos. En 1650, el gobernador Petrus Stuyvesant amenazó con ofrecer la libertad a los esclavos de Maryland a menos que esa colonia dejara de albergar a los fugitivos del puesto de avanzada neerlandés. Sin embargo, también se le conoce por haber traficado con colonos minoritarios en subastas.
En 1660, se citó a Stuyvesant diciendo que "Nada es de mayor importancia que la instrucción temprana de la juventud". En 1661, Nueva Ámsterdam tenía una escuela primaria, dos escuelas primarias gratuitas y 28 maestros autorizados.

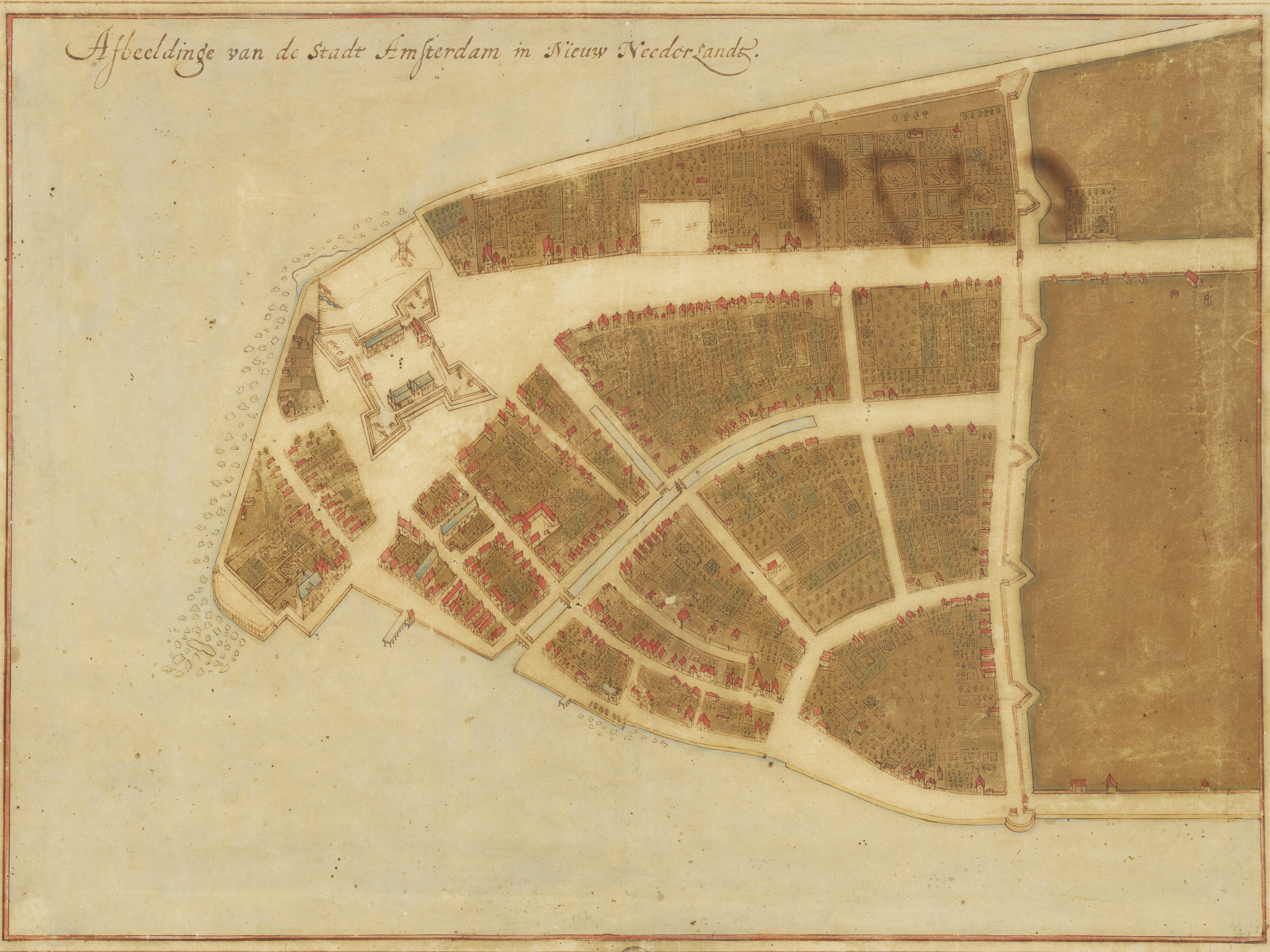
En el mapa de Castello, 1660, Whitehall destaca por su techo blanco y su extenso jardín.

### Libertad religiosa
Stuyvesant no toleró la plena libertad religiosa en la colonia y estaba firmemente comprometido con la supremacía de la Iglesia reformada neerlandesa. En 1657 se negó a permitir a los luteranos el derecho a organizar una iglesia. Cuando también emitió una ordenanza prohibiéndoles adorar en sus propios hogares, los directores de la Compañía Neerlandesa de las Indias Occidentales, tres de los cuales eran luteranos, le dijeron que rescindiera la orden y permitiera reuniones privadas de luteranos. La posición de la empresa era que una mayor tolerancia generaba más comercio y más ganancias.
La libertad de religión se puso a prueba aún más cuando Stuyvesant se negó a permitir el asentamiento permanente de refugiados judíos del Brasil neerlandés en Nueva Ámsterdam (sin pasaportes) y unirse al puñado de comerciantes judíos existentes (con pasaportes de Ámsterdam). Stuyvesant intentó que los judíos "saliesen de manera amistosa" de la colonia. Como escribió a la Cámara de Ámsterdam de la Compañía Neerlandesa de las Indias Occidentales en 1654, esperaba que "a la raza engañosa, enemigos tan odiosos y blasfemos del nombre de Cristo, no se le permitiera infectar y causar más problemas a esta nueva colonia". Se refirió a los judíos como una "raza repugnante" y "usureros", y le preocupaba que "a los colonos judíos no se les deberían otorgar las mismas libertades que disfrutan los judíos en Países Bajos, para que los miembros de otros grupos minoritarios perseguidos, como los católicos romanos, se sientan atraídos". a la colonia".
La decisión de Stuyvesant fue nuevamente rescindida tras la presión de los directores de la empresa. Como resultado, a los inmigrantes judíos se les permitió permanecer en la colonia mientras su comunidad fuera autosuficiente, sin embargo, Stuyvesant y la compañía no les permitieron construir una sinagoga, obligándolos a adorar en una casa privada.
En 1657, los cuáqueros, recién llegados a la colonia, llamaron su atención. Ordenó la tortura pública de Robert Hodgson, un cuáquero converso de 23 años que se había convertido en un predicador influyente. Stuyvesant luego hizo una ordenanza, punible con una multa y prisión, contra cualquier persona declarada culpable de dar cobijo a los cuáqueros. Esa acción condujo a una protesta de los ciudadanos de Flushing, que llegó a conocerse como Flushing Remonstrance, considerada por algunos historiadores un precursor de la disposición de la Constitución de los Estados Unidos sobre la libertad de religión en la Declaración de Derechos.[cita requerida]

### Capitulación

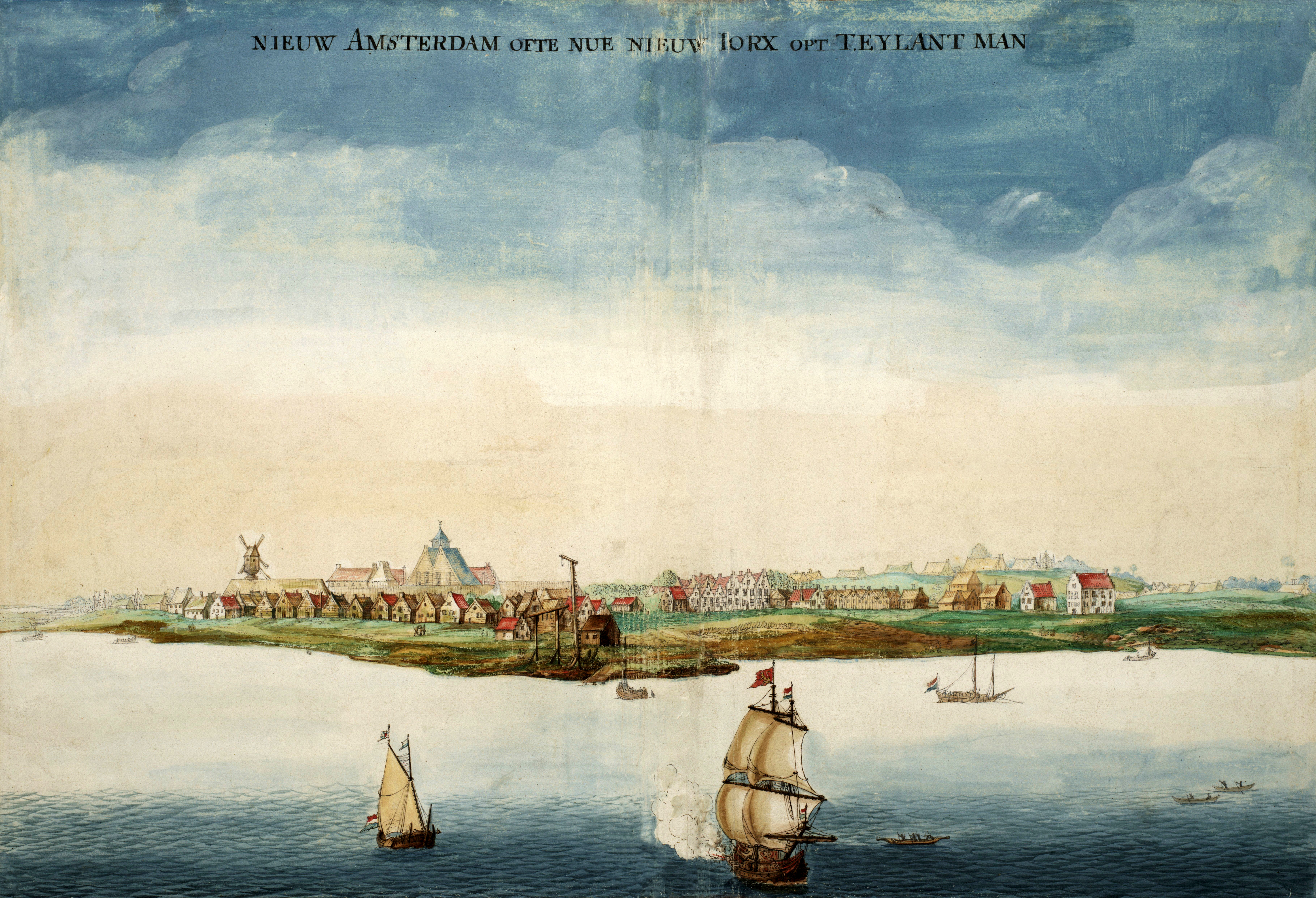
Nueva Ámsterdam en 1664.

En 1664, el rey Carlos II de Inglaterra cedió a su hermano, el duque de York, después Jacobo II, una gran extensión de tierra que incluía Nuevos Países Bajos. Esto coincidió con las guerras angloneerlandesas entre Inglaterra y los Países Bajos. Cuatro barcos ingleses con 450 hombres, comandados por Richard Nicolls, se apoderaron de la colonia neerlandesa. El 30 de agosto de 1664, George Cartwright envió al gobernador un ultimátum. Prometió "vida, bienes y libertad a todos los que se sometieran a la autoridad del rey".

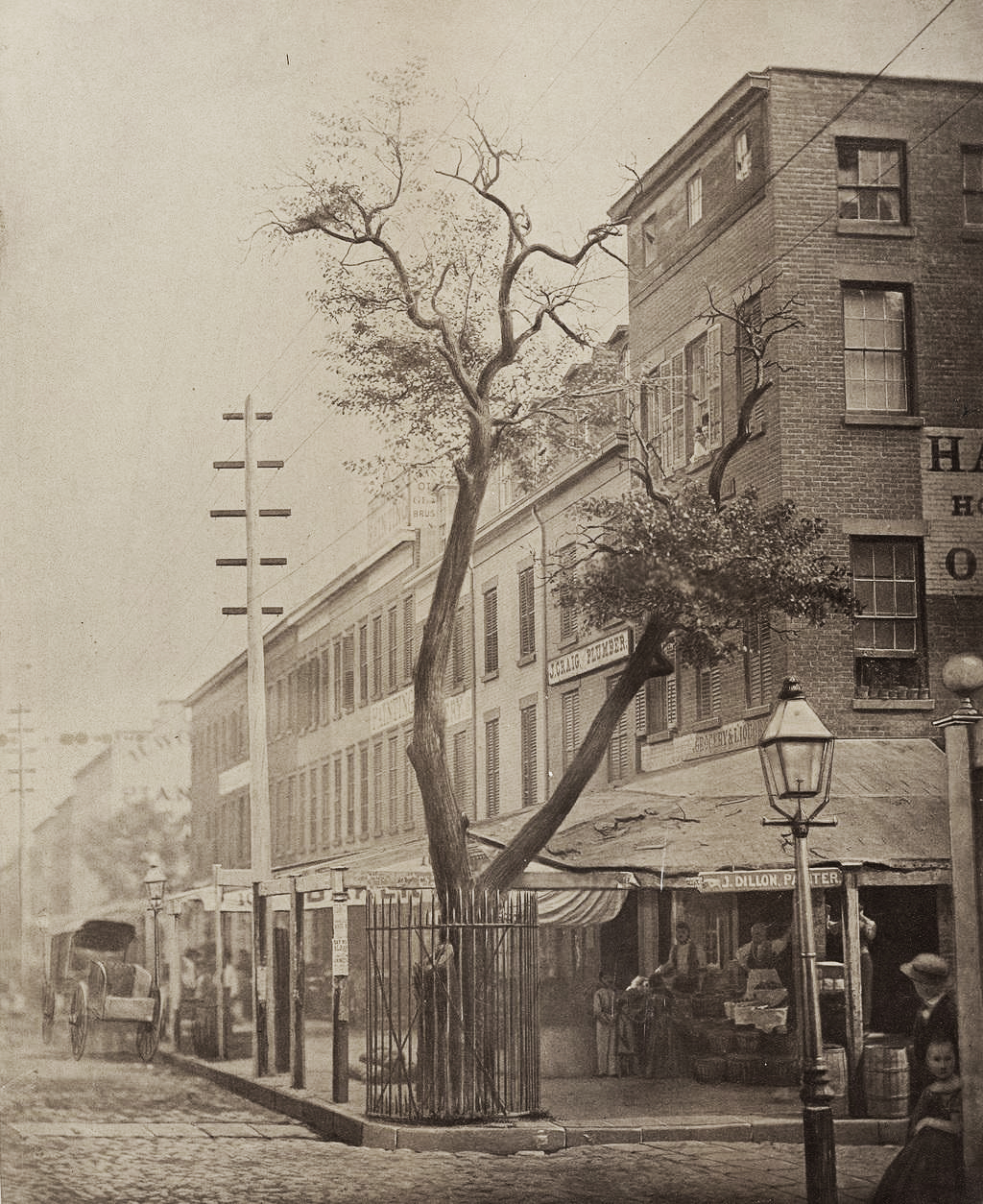
Peral plantado por Peter Stuyvesant, 1863.

El 6 de septiembre de 1664, Stuyvesant envió a Johannes de Decker, un abogado de la Compañía de las Indias Occidentales, y a otros cinco a firmar los Artículos de Capitulación. Se nombró a Nicolls gobernador y la ciudad pasó a llamarse Nueva York. Stuyvesant obtuvo los derechos civiles y la libertad de religión en los Artículos de Capitulación. Los colonos neerlandeses pertenecían principalmente a la Iglesia reformada neerlandesa, una denominación calvinista, que se adhería a las Tres Formas de Unidad (Confesión Belga, Catecismo de Heidelberg, Cánones de Dordt). Los ingleses eran anglicanos, que mantenían los Treinta y nueve artículos, una confesión protestante, con obispos.
En 1665, Stuyvesant viajó a los Países Bajos para informar sobre su mandato como gobernador. A su regreso a la colonia, pasó el resto de su vida en la granja Stuyvesant, de 25 ha en las afueras de la ciudad, llamada Great Bouwerie, más allá de la cual se extendían los bosques y pantanos del pueblo de Nieuw Haarlem. Un peral que supuestamente trajo de los Países Bajos en 1647 permaneció en la esquina de la calle Trece y la Tercera Avenida hasta 1867, cuando una tormenta lo destruyó, dando frutos casi hasta el final. La casa sufrió un incendio devastador en 1777. Stuyvesant también construyó una mansión ejecutiva de piedra llamada Whitehall.

## Vida personal
En 1645, Stuyvesant se casó con Judith Bayard (c. 1610 –1687) de la familia Bayard. Su hermano, Samuel Bayard, era el marido de la hermana de Stuyvesant, Anna Stuyvesant. Petrus y Judith tuvieron dos hijos juntos:
- Balthasar Lazarus Stuyvesant (1647-1678), que se instaló en las Indias Occidentales y se casó con Maria Lucas Raapzaat
- Nicolaes Willem Stuyvesant (1648–1698), quien primero se casó con Maria Beekman (1650–1679), hija de Wilhelmus Beekman, y después de su muerte, Elisabeth Slechtenhorst.

Murió en agosto de 1672 y su cuerpo fue sepultado en el muro este de la Iglesia de San Marcos en el Bowery, que se encuentra en el sitio de la capilla de la familia Stuyvesant.

### Descendientes

Escudo de armas de Peter Stuyvesant.

El último descendiente directo reconocido de Peter Stuyvesant que llevó su apellido fue Augustus van Horne Stuyvesant, Jr., quien murió soltero en 1953 a la edad de 83 años en su mansión en 2 East 79th Street. Rutherfurd Stuyvesant, el desarrollador de Nueva York del siglo XIX, y sus descendientes también descienden de Peter Stuyvesant; sin embargo, el nombre de Rutherford Stuyvesant se cambió de Stuyvesant Rutherford en 1863 para satisfacer los términos del testamento de 1847 de Peter Gerard Stuyvesant.
- Hamilton Fish (1808–1893), decimosexto gobernador de Nueva York, senador y secretario de Estado de los Estados Unidos[34]
- John Winthrop Chanler (1826–1877), abogado y representante de los Estados Unidos en Nueva York[35]
- Stuyvesant Fish Morris (1843-1928), médico.[36]
- Stuyvesant Fish (1851-1923), presidente del Ferrocarril Central de Illinois que se destacó en la Edad Dorada de EE. UU[37]
- Lewis Stuyvesant Chanler (1869-1942), vicegobernador de Nueva York[38]
- Edith Stuyvesant Gerry (1873–1958), filántropa estadounidense que estuvo casada con George Washington Vanderbilt II y Peter Goelet Gerry[39]
- Loudon Wainwright Jr. (1924–1988), escritor estadounidense[40]
- John Smith (1931–1995), el actor estadounidense que protagonizó dos series de televisión occidentales de la NBC Cimarron City, es descendiente.[41]
- Loudon Wainwright III (n. 1946), el cantautor estadounidense es descendiente de su tatarabuelo John Howard Wainwright, quien se casó con Margaret Stuyvesant.[42][40]
- Peter Robinson (Robin) Fish (n. 1969), subdirector de Robert Gordon's College[43]
- Chase Coleman III (n. 1975), administrador de fondos de cobertura, Tiger Global Management

## Legado

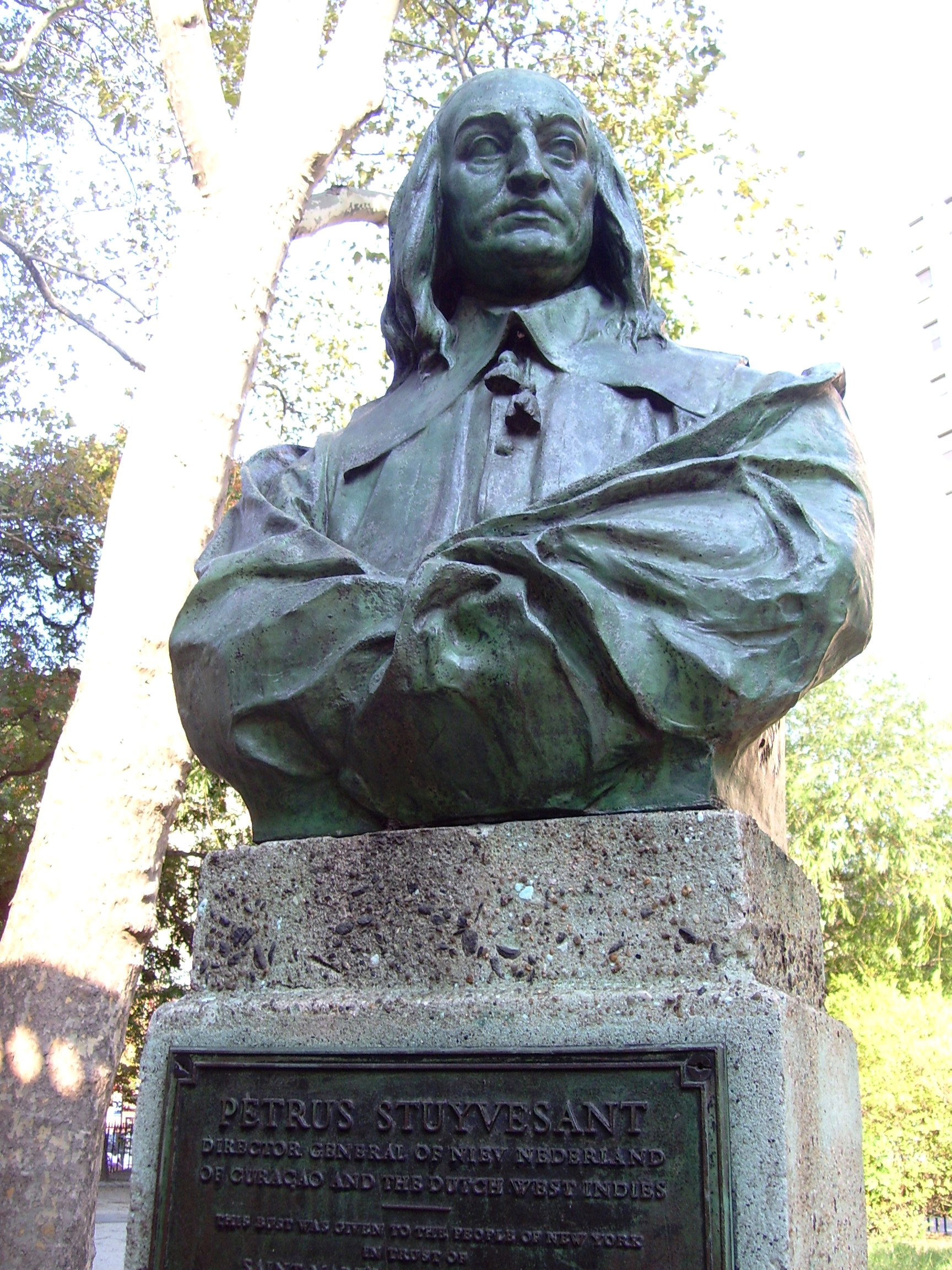
Busto de Stuyvesant elaborado por el artista neerlandés Toon Dupuis.

Stuyvesant y su familia eran grandes terratenientes en la parte noreste de Nueva Ámsterdam, y el nombre Stuyvesant se asocia actualmente con cuatro lugares en el East Side de Manhattan, cerca del actual Gramercy Park: el complejo de viviendas Stuyvesant Town; el sitio de la escuela secundaria Stuyvesant original, todavía marcado Stuyvesant en su frente, en East 15th Street cerca de First Avenue, Stuyvesant Square, un parque en el área; y Stuyvesant Apartments en East 18th Street. La nueva Stuyvesant High, una escuela secundaria pública de primer nivel, se encuentra en la calle Chambers, cerca del World Trade Center. Su granja, llamada "Bouwerij", la palabra neerlandesa del siglo XVII para "granja", fue la fuente del nombre de la calle de Manhattan y el vecindario Bowery. El barrio contemporáneo de Bedford-Stuyvesant incluye Stuyvesant Heights y conserva su nombre. También llevan su nombre las aldeas de Stuyvesant y Stuyvesant Falls en el condado de Columbia, donde todavía viven los descendientes de los primeros colonos neerlandeses y donde la Iglesia reformada neerlandesa sigue siendo una parte importante de la comunidad, así como centros comerciales, clubes náuticos. y otros edificios e instalaciones en toda el área donde alguna vez estuvo la colonia neerlandesa.
Una estatua de Stuyvesant de J. Massey Rhind situada en Bergen Square en Jersey City se inauguró en 1915 para conmemorar el 250 aniversario del asentamiento neerlandés allí
El buque clase Liberty SS Peter Stuyvesant de la Segunda Guerra Mundial fue nombrado en su honor.

## Otras lecturas
- Abbott, John S. C. (1898). Peter Stuyvesant, the Last Dutch Governor of New Amsterdam.
- Burrows, Edwin G. and Wallace, Mike (1999). Gotham: A History of New York City to 1898. New York: Oxford University Press. ISBN 0-195-11634-8.
- Chisholm, Hugh, ed. (1911). "Stuyvesant, Peter". Encyclopædia Britannica. Vol. 25 (11th ed.). Cambridge University Press. p. 1005.
- Bruchey, Eleanor. "Stuyvesant, Peter" in John A. Garraty, ed. Encyclopedia of American Biography (2nd ed. 1996) p. 1065 online
- Corning, A. Elwood (1918). Hamilton Fish. New York: The Lanmere Publishing Company.
- Jacobs, Jaap (2005), New Netherland: A Dutch Colony in Seventeenth-Century America (Leiden: Brill Academic Publishers), ISBN 90-04-12906-5.
- Kessler, Henry H., and Eugene Rachlis. Peter Stuyvesant and His New York (1959). online
- Krizner, L. J., and Lisa Sita. Peter Stuyvesant: New Ámsterdam and the Origins of New York (Rosen, 2000) for middle schools.
- Merwick, Donna. Stuyvesant Bound: An Essay on Loss Across Time (U of Pennsylvania Press, 2013) 212 pp
  - Shaw Romney, Susanah. "Peter Stuyvesant: Premodern Man" Reviews in American History (2014) 42#4 pp 584–589. review of Merwick.
- Otto, Paul. "Stuyvesant, Peter" American National Biography (1999) online, a short scholarly biography
- Peabody, Michael D. (Nov–Dec 2005). «The Flushing Remonstrance». Liberty Magazine.
- Shorto, Russell. The Island at the Center of the World: the epic story of Dutch Manhattan and the forgotten colony that shaped America (New York: Doubleday, 2004).
- Tuckerman, Bayard. Peter Stuyvesant (JA Hill, 1893) online.
- Whitridge, Arnold. "Peter Stuyvesant: Director General of New Netherland." History Today (May 1960) 10#4 pp 324–332.